# Crkva sv. Katarine u Zagorskim Selima
Crkva sv. Katarine  je rimokatolička crkva u općini Zagorska Sela zaštićeno kulturno dobro.

## Opis dobra
Župna crkva sv. Katarine, dovršena u 19. st., nalazi se na povišenom i ograđenom terenu, na vrhu brda u Zagorskim selima. Sagrađena je na mjestu starije crkve iz 1691. g., kao jednobrodna građevina s užim poligonalnim svetištem uz koje je s istočne strane smještena sakristija i pobočna kapela. Ispred glavnog pročelja nalazi se zvonik. U oblikovanju pročelja uočljivi su motivi arhitektonskih oblika kasnog baroka i klasicizma. Unutarnji inventar crkve potječe iz 17. – 19. st. Sačuvana je i neposredna okolina crkve s grobljem, grobljanskom kapelom i malom kapelicom-pokloncem zatvorenog tipa.

## Zaštita
Pod oznakom Z-2239 zavedena je kao nepokretno kulturno dobro - pojedinačno, pravnog statusa zaštićena kulturnog dobra, klasificirano kao "sakralna graditeljska baština".